# ماریا خرسند
ماریا خرسند (متولد ۲۲ خرداد ۱۳۳۶ در ساری) دانشمند رایانه، مدیر ارشد اجرایی و کارآفرین ایرانی اهل سوئد است. او در مدتی که مدیرعامل شرکت اریکسون در سوئد بود، موفق شد به یکی بنیان‌گذاران فناوری بلوتوث بدل شود.
خرسند در حال حاضر مدیریت تولید سخت‌افزار شرکت دل در سوئد را بر عهده دارد. ماریا خرسند، کارشناسی ارشد. علوم کامپیوتر، به عنوان مدیر اجرایی SP Sveriges Tekniska Forskningsinstitut، سوئد خدمت می‌کند. خانم خرسند از آوریل ۲۰۰۴ رئیس بازارهای مالی در OMX Technology AB بوده‌است. وی از سال ۲۰۰۱ رئیس بخش مجوز فناوری اریکسون بوده‌است. وی در OMX Technology، به عنوان مدیر اجرایی مجوز فناوری اریکسون و به عنوان مدیر اجرایی فعالیت می‌کرد. افسر Dell AB. خانم خرسند از آوریل ۲۰۱۰ عضو هیئت مدیره Beijer Electronics AB بوده‌است. وی دارای مدرک کارشناسی ارشد را در رشته علوم کامپیوتر گرفت.

## زندگی‌نامه
ماریا خرسند در سال ۱۹۵۷ (۱۳۳۶) در شهر ساری متولد شد و در ۱۵ سالگی به همراه خانواده‌اش جهت ادامه تحصیل به لس آنجلس مهاجرت کرد. او در ابتدا وارد رشته روانشناسی شد اما پس از مدتی در رشته کامپیوتر ادامه تحصیل و مدرک فوق لیسانس خود را از دانشگاه ایالتی کالیفرنیا در فولرتون دریافت کرد. او در زمان دانشجویی، با یک دانشجوی سوئدی ازدواج کرده و باهم به سوئد برگشتند.
ماریا خرسند می‌تواند همان چیزی باشد که بلوتوث به آن نیاز دارد. هنگامی که خرسند، رئیس شرکت مجوز فناوری اریکسون (لوند، سوئد)، به چشمان شما نگاه می‌کند و از «تعهد خود به بلوتوث» و «تعهد برای هدایت آن به بازار انبوه» صحبت می‌کند، واضح است که منظور او هر کلمه است. خرسند اذعان می‌کند: «شکی در ذهن من نیست که بلوتوث برنده این صنعت است.»
خرسند که در ایران متولد شده و در ایالات متحده تحصیل کرده‌است، نقش مبشر بلوتوث اریکسون را برعهده گرفته‌است - آن نوع فردی که هر فناوری جدید به آن نیاز دارد، فردی با ایمان و بینش تزلزل ناپذیر که مایل است تمام توجه خود را به سوق دادن یک فناوری به محصولات حجمی اختصاص دهد.
بزرگ‌ترین مسئولیت خرسند به‌عنوان رئیس مجوز فناوری اریکسون، یک شرکت صدور مجوز دارای مالکیت معنوی بلوتوث (IP) که در دسامبر ۲۰۰۰ از LM Ericsson خارج شد، شاید این باشد که بلوتوث را قابل مشاهده و صدای آن را در بازار زنده نگه دارد. ثبت شرکت‌های نیمه هادی بیشتر به عنوان مشتری و تلاش برای توسعه راه حل‌های بلوتوث یکپارچه‌تر.
خرسند که بیشتر عمر حرفه ای خود را به عنوان مهندس در ایالات متحده و سوئد در ابتدا در داده‌ها گذرانده‌است، گفت: «یکی از چالش‌های بلوتوث این است که توضیح آن بسیار آسان است و مردم بلافاصله آن را دریافت خواهند کرد. زمینه ارتباطات اما ساخت آن چندان آسان نیست، به خصوص برای محصولات مصرفی کم هزینه، کم مصرف و حجم.
تسهیل طراحی سیلیکون بلوتوث و انتقال این فناوری شبکه‌های بی‌سیم کوتاه برد به محصولات انبوه مانند لپ تاپ و تلفن‌های همراه، مأموریت تقریباً ۲۰۰ کارمند اریکسون است که ۷۰ درصد از آنها مهندس هستند - از جمله معمار اصلی که اختراع کرده‌است. بلوتوث.
خرسند در پاسخ به این سؤال که فکر می‌کند چه صلاحیتی برای رهبری این عملیات دارد، گفت: «هیچ‌کس این همه کلمه به من نگفت، اما اشتیاق من برای رسیدن به نتیجه و گرسنگی من برای چالش‌های جدید در شرکتم شناخته شده‌است.»
غول ارتباطات سوئدی فناوری بلوتوث را در اواسط دهه ۱۹۹۰ ابداع کرد و در یک حرکت استراتژیک، تصمیم گرفت بلوتوث را به یک گروه مستقل علاقه ویژه واگذار کند، به این امید که بتواند در صنعت گسترده‌تر مورد پذیرش قرار گیرد. اکنون، این فناوری ممکن است دقیقاً در مرحله‌ای باشد که نیاز به فداکاری تمام وقت مؤمنی مانند خرسند دارد، که قبل از نقل مکان به اریکسون در اواخر دهه ۱۹۸۰ برای شرکت‌هایی مانند اتحادیه نفت کالیفرنیا، باروز و یونیسیس کار می‌کرد. این فناوری در حال حاضر به اثبات رسیده و مشخص شده‌است، با حدود ۲۰۰ محصول بلوتوث در بازار. اما در ابتدا حامیان افزایش شهاب سنگی را نداشت.
هنگامی که برای اولین بار مفهوم بلوتوث معرفی شد، امیدهای زیادی را در میان غول‌های رایانه شخصی مانند اینتل، آی بی ام و توشیبا ایجاد کرد. شرکت‌های ارتباطات سیار مانند نوکیا و اریکسون؛ و تولیدکنندگان لوازم الکترونیکی مصرفی مانند سونی. در دو سال گذشته، بلوتوث تبلیغات گسترده‌ای را در رسانه‌ها به راه انداخته‌است، که در ابتدا آن را به عنوان راه‌حلی برای تمام مشکلات بی‌سیم در شبکه‌های شخصی معرفی کردند. خرسند اذعان کرد: اگرچه صنعت هنوز مشتاق است که بلوتوث را در انواع محصولات مصرفی و رایانه ای پیاده‌سازی کند، اما کسانی که منحنی نفوذ در بازار «چوب هاکی» را پیش‌بینی می‌کردند ممکن است ناامید شوند.

## فروش مجوز
او گفت که فعال کردن بلوتوث «واقعاً با حجم بالا وارد بازار شود»، «توجه زیادی می‌طلبد، و کمی دشوارتر از آن چیزی است که ما در ابتدا فکر می‌کردیم.» به همین دلیل است که مجوز فناوری اریکسون موفقیت مشتری را هدف اصلی خود قرار داده‌است. خرسند گفت: «ما باید مطمئن شویم که [به موقع] راه حل‌های بلوتوث اثبات شده و کارآمد را به آنها ارائه می‌دهیم.
تحت مدل کسب‌وکار خود، سونی اریکسون از طریق فروش مجوزهای IP به شرکت‌های تولید تراشه درآمد کسب می‌کند و همچنین از دستگاه‌های بلوتوثی که مشتریان می‌فروشند، حق امتیاز دریافت می‌کند. خرسند گفت: «هر چه مشتریان ما بیشتر بفروشند، ما بیشتر می‌سازیم.